# HD 68703
HD 68703，又名BD+18 1882，SAO 97669、HR 3228，是一颗恒星，视星等为6.47，位于銀經205.47，銀緯25.98，其B1900.0坐标为赤經8h 8m 27.7s，赤緯+17° 25.98′ 39″。